# Zeta
Das Zeta (griechisch ζῆτα zē̂ta (indeklinables Neutrum), Dimotiki ζήτα (indeklinables Neutrum); Majuskel Ζ, Minuskel ζ) ist der 6. Buchstabe des griechischen Alphabets und hat nach dem milesischen System einen Zahlenwert von 7. Die Aussprache von ζῆτα im Altgriechischen ist [ˈdzɛːta] oder [ˈzdɛːta], die „nicht-klassische“ Aussprache im Deutschen ist [ˈt͡seːta], die neugriechische Aussprache ['zita].

## Verwendung
- In der Mathematik wird das Symbol ζ verwendet
  - für Zeta-Funktionen (zum Beispiel die riemannsche)
  - als Bezeichnung für Einheitswurzeln
  - als Ersatz für z
- Im Ingenieurwesen wird ζ manchmal für den Druckverlustbeiwert verwendet.
- In der Luft- und Raumfahrttechnik bezeichnet ζ die Größe des Seitenruderausschlages.[2]
- In der Meteorologie steht ζ für die Wirbelstärke.
- In der Elektrochemie bezeichnet das Zetapotential das über elektrokinetische Messungen zugängliche elektrische Potential, das sich über Oberflächen, die im Kontakt zu einem Elektrolyten stehen, ausbildet.
- In der Chemie ist ζ das Formelzeichen für das Massenverhältnis.
- Als Dämpfung bzw. Dämpfungsgrad in der Regelungstechnik.
- Als ζ-Ketten-Untereinheit im T-Zell-Rezeptor.[3]

## Aussprache

### Argumente für σδ oder[zd]
1. PIE *zd wird im Griechischen zu ζ (z. B. *sísdō > ἵζω). Kontra: diese Wörter sind selten und es ist daher wahrscheinlicher, dass *zd von *dz (< *dj, *gj, *j) absorbiert wurde; außerdem ist ein Wechsel vom Cluster /zd/ zum Affrikat /dz/ typologisch wahrscheinlicher. Sie können in beide Richtungen gehen, z. B. Küche > Cistin, College > Colláiste, Alexandria > Al-Iskandariya, vielleicht exeo ~> esco, aber auch C(es)aragusta > Zaragoza, mustaʿrab > mozárabe; Außerdem ist ein Wechsel vom Cluster /zd/ zum Affrikat /dz/ typologisch wahrscheinlicher als der umgekehrte Fall (der die Sonoritätshierarchie verletzen würde).
2. Ohne [sd] gäbe es im griechischen Lautsystem (πρέσβυς, σβέννυμι, φάσγανον) eine Leerstelle zwischen [sb] und [sɡ], und ein stimmhafter Affrikat [dz] hätte keine stimmlose Entsprechung. Kontra: a) Wörter mit [sb] und [sɡ] sind selten, und Ausnahmen in phonologischen und (noch mehr) phonotaktischen Mustern sind keineswegs ungewöhnlich; b) es gab [sd] in ὅσδε, εἰσδέχται usw.; und c) es gab tatsächlich eine stimmlose Entsprechung im archaischen Griechisch ([ts] > Attisch, Böotisch ττ, Ionisch, Dorisch σσ).
3. Persisch werden Namen mit zd und z im Altgriechischen mit ζ bzw. σ transkribiert (z. B. Artavazda = Ἀρτάβαζος/Ἀρτάοζος ~ Zara(n)ka- = Σαράγγαι). Ähnlich wurde die Philisterstadt Aschdod als Ἄζωτος transkribiert.
4. Einige Inschriften haben -ζ- für eine Kombination -ς + δ- geschrieben, die sich aus separaten Wörtern ergibt, z. B. θεοζοτος für θεος δοτος „gottgegeben“.
5. Einige Attische Inschriften haben -σζ- für -σδ- oder -ζ-, was als Parallele zu -σστ- für -στ- angesehen wird und daher eine [zd]-Aussprache impliziert.
6. verschwindet vor ζ wie vor σ(σ), στ: z. B. *πλάνζω > πλᾰ́ζω, *σύνζυγος > σύζυγος, *συνστέλλω > σῠστέλλω. Kontra: ν kann vor /dz/ verschwunden sein, wenn man annimmt, dass es in dieser Position das Allophon [z] hatte, so wie /ts/ das Allophon [s] hatte: vgl. Kretisch ἴαττα ~ ἀποδίδονσα (Scharnier), die mit ζ beginnen, haben ἐ- in der perfekten Reduplikation wie die Verben, die mit στ beginnen (z. B. ἔζηκα = ἔσταλται). Kontra: a) Das prominenteste Beispiel eines Verbs, das mit στ beginnt, hat tatsächlich ἑ- < *se- in der perfekten Reduplikation (ἕστηκα); b) die Wörter mit /ts/ > σ(σ) haben auch ἐ-: Homer ἔσσυμαι, -ται, Ion. ἐσσημένῳ.
7. Alkman, Sappho, Alkaios und Theokrit haben σδ für Attisch ζ. Kontra: Die Tradition hätte diesen speziellen Digraphen für diese Dichter nicht erfunden, wenn [zd] die normale Aussprache im gesamten Griechischen wäre. Außerdem findet sich diese Konvention nicht in zeitgenössischen Inschriften, und die Orthographie der Handschriften und Papyri ist eher alexandrinisch als historisch. Daher zeigt σδ nur eine andere Aussprache als das hellenistische Griechisch [z(ː)] an, d. h. entweder [zd] oder [dz].
8. Die Grammatiker Dionysios Thrax[4] und Dionysius von Halikarnassos ordnen ζ den „doppelten“ (διπλᾶ) Buchstaben ψ, ξ zu und analysieren es als σ + δ. Kontra: Der römische Grammatiker Marcus Verrius Flaccus glaubte an die umgekehrte Reihenfolge, δ + σ (in Velius Longus, De orthogr. 51), und Aristoteles sagt, dass dies umstritten sei (Metaph. 993a) (obwohl Aristoteles sich auch auf eine [zː]-Aussprache beziehen könnte). Es ist sogar möglich, dass der Buchstabe manchmal und von einigen Sprechern je nach Wortstellung unterschiedlich ausgesprochen wurde, d. h. wie der Buchstabe X im Englischen, der (normalerweise) anfangs als [z], an anderer Stelle jedoch als [gz] oder [ks] ausgesprochen wird (vgl. Xerxes).
9. Einige attische Transkriptionen von kleinasiatischen Toponymen (βυζζαντειον, αζζειον etc.) zeigen ein -ζζ- für ζ; unter der Annahme, dass der Attisch-Wert [zd] war, könnte es sich um den Versuch handeln, eine dialektale [dz]-Aussprache zu transkribieren; der umgekehrte Fall ist nicht völlig auszuschließen, aber eine -σδ--Transkription wäre in diesem Fall wahrscheinlicher gewesen. Dies deutet darauf hin, dass es in verschiedenen Dialekten unterschiedliche Aussprachen gab. (Für ein ähnliches Beispiel in den slawischen Sprachen, vgl. Serbo-Kroatisch (iz)među, Russisch между, Polnisch między und Tschechisch mezi, „zwischen“).

### Argumente für δσ oder[dz]
1. Die griechischen Inschriften schreiben fast nie ζ in Wörtern wie ὅσδε, τούσδε oder εἰσδέχται, so dass es einen Unterschied zwischen diesem Klang und dem Klang von ἵζω, Ἀθήναζε gegeben haben muss. Kontra: einige Inschriften scheinen darauf hinzudeuten, dass ζ wie σδ ausgesprochen wurde; außerdem sind alle Wörter mit geschriebenem σδ morphologisch transparent, und geschriebenes σδ könnte einfach ein Echo der Morphologie sein. (Man beachte z. B., dass wir „ads“ schreiben, wo die Morphologie transparent ist, und „adze“, wo sie es nicht ist, obwohl die Aussprache dieselbe ist).
2. Es scheint unwahrscheinlich, dass das Griechische ein spezielles Symbol für die bisegmentale Kombination [zd] erfinden würde, die ohne Probleme durch σδ dargestellt werden könnte. /ds/ hingegen hätte die gleiche Abfolge von Plosiv und Zischlaut wie die Doppelbuchstaben des ionischen Alphabets ψ /ps/ und ξ /ks/, wodurch ein geschriebener Plosiv am Ende einer Silbe vermieden würde. Kontra: die Verwendung eines speziellen Symbols für [zd] ist nicht mehr oder weniger unwahrscheinlich als die Verwendung von ψ für [ps] und ξ für [ks], oder, die spätere Erfindung ϛ (stigma) für [st], das zufällig das stimmlose Gegenstück zu [zd] ist.  Außerdem ist nicht klar, ob ζ bei seiner ursprünglichen Erfindung als [zd] ausgesprochen wurde. Im Mykenischen Griechisch gab es ein spezielles Symbol für eine Art von Affrikaten oder palatalen Konsonanten; ζ könnte für diesen Laut erfunden worden sein, der sich später zu [zd] entwickelte (Für eine parallele Entwicklung sei darauf hingewiesen, dass die ursprünglichen palatalen Proto-Slawisch /tʲ/ im Altkirchenslawisch zu /ʃt/ entwickelt hat, wobei ähnliche Entwicklungen dazu geführt haben, dass Kombinationen wie зд und жд im Russisch recht häufig sind).
3. δδ in Böotien, Elean, Lakonien und Kretan lässt sich eher als eine direkte Entwicklung von *dz erklären als durch einen Zwischenschritt *zd. Kontra: a) die Lautentwicklung dz > dd ist unwahrscheinlich (Mendez Dosuna); b) ν ist vor ζ > δδ im Lakonischen verschwunden πλαδδιῆν (Aristoph., Lys. 171, 990) und boeotischen σαλπίδδω (Sch. Lond. in Dion. Thrax 493), was darauf schließen lässt, dass diese Dialekte eine Phase der Metathese durchlaufen haben (Teodorsson).
4. Das Griechische in Süditalien hat [dz] bis in die Neuzeit bewahrt. Kontra: a) dies kann eine spätere Entwicklung von [zd] oder [z] unter dem Einfluss des Italienischen sein; b) selbst wenn es von einem alten [dz] abgeleitet ist, kann es sich um eine dialektale Aussprache handeln.
5. Vulgärlateine Inschriften verwenden den griechischen Buchstaben Z für einheimische Affrikaten (z. B. zeta = diaeta), und das griechische ζ wird in der Endung -ίζω durch einen romanischen Affrikaten fortgesetzt. > Italienisch. -eggiare, französisch -oyer. Das Italienische hat ebenfalls durchgängig Z für [dz] und [ts] verwendet (Lat. prandium > It. pranzo, „Mittagessen“). Kontra: Ob die Aussprache von ζ nun [dz], [zd] oder [zː] war, di wäre wahrscheinlich immer noch der nächstliegende lateinische Mutterlaut gewesen; außerdem sind die Inschriften Jahrhunderte später als die Zeit, für die [zd] angenommen wird.

### Zusammenfassung
- σδ ist nur in der Lyrik der griechischen Insel Lesbos und des Stadtstaats Sparta während der Archaik und in der Bukolik der Hellenistik bezeugt. Die meisten Gelehrten nehmen dies als Hinweis darauf, dass die [zd]-Aussprache in den Dialekten dieser Autoren existierte.
- Die Transkriptionen aus dem Persischen von Xenophon und Aussagen von Grammatikern unterstützen die Aussprache [zd] im Klassisch Attisch.
- [z(ː)] ist ab ca. 350 v. Chr. in Attisch-Inschriften bezeugt und war der wahrscheinliche Wert im Koine.
- [dʒ] oder [dz] mag in einigen anderen Dialekten parallel existiert haben.